# San Pedro Alcántara (1771)
Il San Pedro Alcántara fu un vascello di linea spagnolo da 64 cannoni che prestò servizio nell'Armada Española tra il 1772 e il 1786. La nave andò persa a causa di un errore di navigazione il 2 febbraio 1786, quando fece naufragio sulla costa di Peniche, in Portogallo.

## Storia
Il vascello da 64 cannoni San Pedro Alcántara fu costruito presso i Reales Astilleros de Esteiro La Habana a partire dal 1771, venendo varato il 9 ottobre dello stesso anno. L'8 aprile 1772 salpò da l'Avana sotto il comando del capitan de navío don Martin de Lastarriá, insieme ai vascelli San Rafael e San Nicolás de Bari, le navi mercantili Tallapiedra e Tardi, quattro saetías, il paquebote San Miguel della Compañía de Caracas, le urca da guerra Peregrina, San Juan, San Carlos e San Juan. Le navi trasportavano parte del carico che era stata salvata dal naufragio del vascello Castilla. Le navi entrarono nella rada di Cadice il 20 maggio con un carico di 7.386.770 pesos in oro e argento e altri 4.995.555 pesos in merci e frutta.
Durante le sue prove in mare, nel 1773, eseguite insieme ai vascelli San Paolo e San Gabriel che formavano la divisione del brigadiere Juan Tomaseo, furono rilevati diversi difetti di costruzione. La nave era manovrabile e dotata di buona velocità, ma non navigava in bolina, e a causa dell'eccessivo rollio dello scafo con il vento teso era impedito l'uso dell'artiglieria dai portelli.
A causa dei dubbi sollevati da queste prove, ne vennero effettuate altre con la nave San Genaro, costruita anch'essa secondo il sistema inglese di Jorge Juan y Santacilia, le cui prove furono condotte dal capitan de navío Pedro González de Castejón, effettuando la traversata da Cartagena a Ferrol. I suoi difetti emersi servirono a correggere i piani costruttivi delle navi successive, a cominciare dal vascello San Eugenio.
Nel giugno 1773 lasciò Ferrol per Cadice sotto il comando del capitan de navío Pedro Colarte per salpare, sotto i suoi ordini, nel mese di novembre per il Pacifico meridionale carico di mercurio e merci ordinate dal Viceré del Perù Manuel de Amat y Junient. Arrivò al Rio de la Plata nel maggio 1774 disalberato dalle tempeste, e con le manovre di fortuna, quando tentò di attraversare Capo Horn nel mese di marzo, momento in cui riuscì a raggiungere 61° gradi di latitudine sud, vicino all'Antartide.
Ripartì dal Rio de la Plata nel novembre 1774 e riuscì ad arrivare a Lima il 15 febbraio dell'anno successivo. Salpò da Callao il 2 dicembre 1775 ed entrò a Cadice il 20 maggio 1776 sotto gli ordini del brigadiere Juan Soto y Aguilar Montoya, e nel 1777 tornò di nuovo nel Pacifico, arrivando in Perù con a bordo numerosi morti e malati.
Alla fine di giugno 1779 , dopo che la Spagna dichiarò guerra alla Gran Bretagna nell'ambito della guerra d'indipendenza degli Stati Uniti d'America, tra il 1779 e il 1783 svolse la sua attività nelle acque del Pacifico con lo squadra navale al comando del brigadiere Antonio María Vacaro y Valenciano, composta anche dai vascelli San José el Peruano, Santiago la América, San Miguel, Belen e Aquilas, dalle fregate Santa Paula e Santiago, Santa Bárbara, Begoña e Águila, l'urca Nuestra Señora de Monserrat, le golette Princesa de Aragón e Mercedita e i brigantini San Joaquín e Santa Ana. La squadra navale eseguì alcune missioni di pattugliamento delle acque costiere, e data la mancanza di equipaggi il governatore reale del Cile Ambrosio O'Higgins ordinò l'arruolamento generale dei galeotti. Quando gli equipaggi furono al completo scoppiò una epidemia e Vacaro y Valenciano, per impedirne la diffusione, ordinò lo sbarco degli equipaggi dalle navi.
Dopo la fine della guerra nel 1783, il 12 aprile dell'anno seguente lasciò Callao al comando del brigadiere Manuel Fernández Bedoya per trasportare denaro nella penisola iberica. Si trattava di 7.601.960,5 pesos in oro, argento e lingotti, e 211.440 pesos in lingotti di rame, 110 casse di cascarilla, 53 di prodotti vari del Perù, ecc. Una serie di guasti dovuti allo scarso stivaggio del carico e alla scarsa manutenzione della nave, resero necessario il rientro della nave a Talcahuano nel mese di settembre 1784. Durante il corso delle riparazioni, il capitan de navío Manuel de Eguía assunse il comando del vascello, a causa della malattia e della successiva morte di Bedoya. Dopo molti ritardi, il San Pedro Alcántara salpò per Cadice il 21 dicembre 1784, arrivando nel nuovo porto di Conceptión del Chile, al fine di caricare altro denaro, il 22 gennaio 1785. Dopo aver doppiato Capo Horn senza problemi, giunto nell'Oceano Atlantico il San Pedro Alcantara incappò in una tempesta che provocò alcune vie d'acqua nello scafo, con l'infiltrazione tenuta sotto controllo con l'uso delle pompe di sentina. Il 2 giugno arrivò a Rio de Janeiro, salpando per Cadice il 4 novembre. Il 15 dicembre la nave giunse in vista dell'isola di Ascensione, e il 23 gennaio entrò nella baia di Santa Maria, a Terceira. Il 2 febbraio venne avvistata la costa della penisola iberica, con il primo pilota che stimò si trattasse delle isole Berlingas e  virò a sud-sud ovest di 5° per seguire i contorni della costa. Alle 22:30 del 2 febbraio 1786 le vedette gridarono terra a prora e subito il timoniere tentò di invertire la rotta, ,a la nave colpì gli scogli, naufragando a Peniche, a nord di Lisbona.
Morirono 128 persone, su un totale di 419 membri dell'equipaggio e passeggeri che erano a bordo. Tra le vittime c'erano il comandante in seconda, capitano di fregata don Francisco Verdesoto, e 17 prigionieri indigeni della ribellione di Túpac Amaru II. Uno dei sopravvissuti fu Fernando Tupac Amaru, uno dei figli del leader indigeno che era stato esiliato in Spagna, mentre un altro, Mariano Tupac Amaru, morì sul vascello San José el Peruano diretto in Spagna. I superstiti vennero immediatamente soccorsi dalle autorità e dalla popolazione portoghese, con il generale duca d'Alafoens che ospitò presso la propria abitazione il comandante del vascello e gli ufficiali.
L'ambasciatore del Regno di Spagna presso la Corte di Lisbona, Carlos José Gutiérrez de los Ríos conte di Fernán-Núñez, inviò subito la notizia del naufragio sia a Madrid che a Cadice e a Vigo, e il Segretario di Stato per la Marina e la Guerra, e l'Intendente Generale di Polizia predisposero l'invio dei soccorsi.
Nei mesi successivi al naufragio salparono da Cadice le fregate Nuestra Señora de la Asunción  e Colon, al comando del capitan de navío don Francisco Javier Muñoz, con a bordo i subacquei dell'Arsenale. Nei mesi successivi arrivarono fino a quaranta subacquei da diverse parti d'Europa al fine di salvare gli oggetti di valore presenti a bordo. Vennero recuperati 62 dei 64 cannoni trasportati dalla nave, 6.780.255 pesos forti, e 3.349 tra lingotti e lastre di rame. Il capitan de navío Manuel de Eguía e il primo pilota furono sottoposti a corte marziale per la perdita della nave, venendo condannati alla perdita del grado e dello stipendio. Nel 1792 i due vennero perdonati da re Carlo IV di Spagna.

### Annotazioni
1. ↑  Si trattava di cinque ufficiali, 16 artiglieri, 23 marinai, 2 sergenti, 17 mozzi, 5 paggi, 24 soldati, 13 prigionieri indigeni, e 5 indigeni.
2. ↑  La corte marziale si tenne presso il Consiglio delle Indie, con l'assistenza dei tenenti generali Ignacio Ponce de León y Ponce de León, José de Mazarredo Salazar Muñatones y Gortázar e Francisco Gil de Taboada. A rappresentare l'accusa fu l'avvocato Juan Piñeres.

### Fonti
1. ↑  Duro 1867, p. 72.
2. 1 2 3 4 5  Todoababor.
3. 1 2 3 4 5 6 7 8 9 10 11 12 13 14 15  Todoavante.
4. ↑  de la Torre 1857, p. 112.
5. 1 2  Todoababor.
6. ↑  Duro 1867, p. 71.
7. 1 2  Duro 1867, p. 73.
8. 1 2 3  Duro 1867, p. 74.
9. 1 2  Alponte 2000, p. 196.
10. ↑  Duro 1867, p. 75.
11. 1 2  Duro 1867, p. 76.
12. 1 2 3  Duro 1867, p. 77.